# Thuộc địa New Zealand
Thuộc địa New Zealand (tiếng Anh: Colony of New Zealand) là một thuộc địa của Anh đã tồn tại trong New Zealand 1841-1907, tạo ra như là một thuộc địa vương thất. Quyền lực của Chính phủ Anh được trao cho một thống đốc, nhưng thuộc địa được trao quyền tự trị vào năm 1852. Hiến pháp năm 1852 được khánh thành sau khi quốc hội đầu tiên được bầu vào năm 1853 và chính phủ đầu tiên của New Zealand được thành lập vào năm 1856. Thuộc địa của New Zealand có ba thủ đô: Old Russell (1841), Auckland (1841–1865) và Wellington (sau 1865). Năm 1907, thuộc địa trở thành thống trị của New Zealand với sự thừa nhận rõ ràng hơn về chính quyền tự trị trong Đế quốc Anh.

## Thành lập

William Hobson, thống đốc đầu tiên tại thuộc địa New Zealand và là đồng tác giả của Hiệp ước Waitangi

Sau khi công bố chủ quyền đối với New Zealand từ Sydney vào tháng 1 năm 1840, Đại úy William Hobson đến New Zealand và ban hành việc loan báo như vậy trên 01 tháng 2 năm 1840. Hiệp ước Waitangi sau đó đã được ký kết vào ngày 6 tháng 2 năm 1840, William Hobson tuyên bố Anh chủ quyền đối với các đảo New Zealand vào ngày 21 tháng 5 năm 1840 trong hai tuyên bố chính thức riêng biệt. Trong tuyên bố đầu tiên, Hobson tuyên bố chủ quyền của Anh đối với Đảo Bắc. Cơ sở cho yêu sách đối với Đảo Bắc là Hiệp ước Waitangi giữa người Māori và Vương quốc Anh. Trong phiên bản tiếng Anh của hiệp ước, Māori đã nhượng lại chủ quyền để đổi lấy các quyền, đặc quyền và bảo vệ việc trở thành một chủ thể của Anh. Tuy nhiên, bản dịch tiếng Māori của hiệp ước được gọi là kawanatanga thường được dịch là quản trị hơn là chủ quyền và điểm này vẫn là chủ đề của nhiều tranh cãi và tranh luận chính trị. Trong tuyên bố thứ hai, Hobson tuyên bố chủ quyền của Anh đối với Đảo Nam và Đảo Stewart trên cơ sở "phát hiện đầu tiên" của thuyền trưởng James Cook vào năm 1769.
Ban đầu, New Zealand là một phần của Thuộc địa New South Wales, và Trung úy Hobson chịu trách nhiệm trước cấp trên của mình, Thống đốc bang New South Wales. Bằng thư bằng sáng chế, chính phủ Anh đã ban hành Hiến chương về việc xây dựng thuộc địa New Zealand vào ngày 16 tháng 11 năm 1840. Hiến chương tuyên bố rằng Thuộc địa New Zealand sẽ được thành lập như một thuộc địa của Vương quốc Anh từ New South Wales Ngày 1 tháng 7 năm 1841.

## Thuộc địa vương thất
Với việc thành lập thuộc địa vương thất, Hobson trở thành Thống đốc New Zealand. Các cơ quan đầu tiên của Chính phủ New Zealand cũng được thành lập để hỗ trợ Thống đốc: Hội đồng điều hành và hội đồng lập pháp.
Hội đồng điều hành bao gồm tổng chưởng lý, thư ký thuộc địa và thủ quỹ thuộc địa. Hội đồng lập pháp bao gồm thống đốc, Hội đồng điều hành và ba thẩm phán hòa bình do thống đốc chỉ định. Hội đồng Lập pháp có quyền ban hành Pháp lệnh, các công cụ theo luật định.
Thuộc địa được chia thành ba tỉnh: tỉnh New Ulster (Đảo Bắc), tỉnh New Munster (Đảo Nam) và tỉnh New Leinster (Đảo Stewart).